# حواء على الطريق (فلم)
حواء على الطريق هو فيلم مصري عرض عام 1968، بطولة ماجدة ورشدي أباظة، ومن تأليف وإخراج حسين حلمي المهندس.

## قصة الفيلم
منى فتاة حائرة بين مشاعرها كفتاة تقع في حب خالد الشاب الوسيم وبين مبدأها الرافض لتحكم الرجل في المرأة، ولكن خالد يتحايل عليها بإقناعها أنه رجل متحرر على غير ما تظن، وبالفعل يتزوجان ولكنها تكتشف أنه خدعها ويبدأ في الظهور على حقيقته، تقرر منى الانتحار من قمة الهرم لإعلان رفضها السيطرة والتحكم، ولكن خالد يكتشف أنه أخطأ في حق زوجته فينقذها من الانتحار ويسعى للبدء معها من جديد.

## طاقم التمثيل
- ماجدة: (منى)
- رشدي أباظة: (خالد)
- عبد المنعم إبراهيم: (جلال)
- مديحة سالم: (نشوى)
- سهير سامي: (حكمت)
- رشوان توفيق
- عبد العظيم عبد الحق: (كامل)
- عزيزة حلمي: (بثينة)
- آمال رمزي
- ملك الجمل: (المُدرسة)
- سهير رضا: (والدة بثينة)
- حسن مصطفى
- إبراهيم عمارة
- كوثر رمزي
- الطوخي توفيق
- حلمي هلالي
- محمد البشاري: (حسن كامل)
- أحمد الحداد
- نصر الدين مصطفى
- علية عبد المنعم
- حسين إسماعيل

## فريق العمل
- إخراج: حسين حلمي المهندس
- تأليف: حسين حلمي المهندس
- مدير التصوير: ضياء الدين المهدي
- مونتاج: سعيد الشيخ
- موسيقى تصويرية: أندريه رايدر
- إنتاج: شركة القاهرة للإنتاج السينمائي
- توزيع: شركة القاهرة للتوزيع السينمائي